# Tolleshunt Knights
Pour les articles homonymes, voir Tolleshunt et Knight.
Tolleshunt Knights est un village et une paroisse civile de l'Essex, en Angleterre.